# 维朗布赖
维朗布赖（法語：Villembray，法語發音：[vilɑ̃bʁɛ]）是法国瓦兹省的一个市镇，属于博韦区。

## 地理
维朗布赖（49°28'35"N, 1°52'8"E）面积6.53 平方千米，位于法国上法蘭西大區瓦兹省，该省份为法国北部内陆省份，北起索姆省，西接厄尔省和滨海塞纳省，南至塞纳-马恩省和瓦兹河谷省，东临埃纳省。
与维朗布赖接壤的市镇（或旧市镇、城区）包括：布拉库尔、格拉蒂尼、昂瓦勒、布赖地区奥当克、瑟南特。

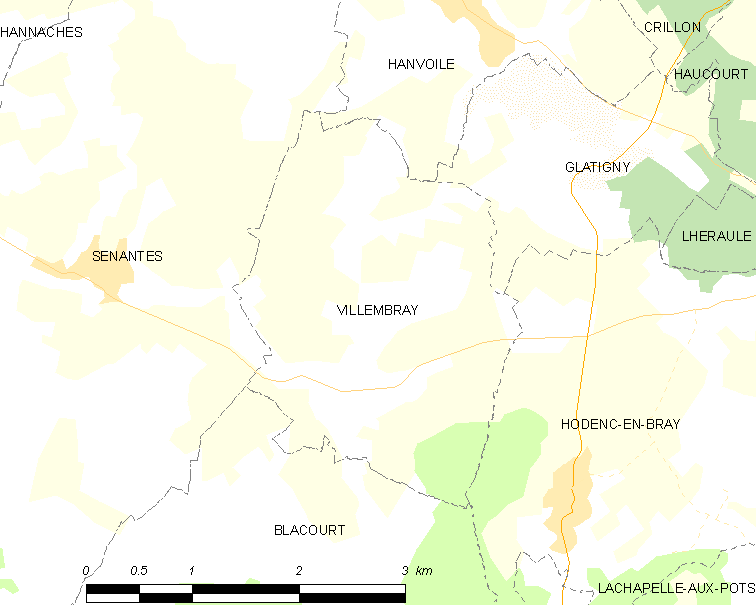
维朗布赖的OSM定位图

维朗布赖的时区为UTC+01:00、UTC+02:00（夏令时）。

## 行政
维朗布赖的邮政编码为60650，INSEE市镇编码为60677。

## 政治
维朗布赖所属的省级选区为格朗维利耶县。

## 人口

1962-2008年间维朗布赖人口变化图示

维朗布赖于2022年1月1日时的人口数量为248人。